# Ashes Tour 1938
Die Ashes Tour 1938 war die Tour der australischen Cricket-Nationalmannschaft, die die 32. Austragung der Ashes beinhaltete, und wurde zwischen dem 10. Juni und 24. August 1938 ausgetragen. Die internationale Cricket-Tour war Teil der internationalen Cricket-Saison 1938 und umfasste fünf Test-Matches. Australien gewann die Serie 2–0.

## Vorgeschichte
Für beide Mannschaften war es die erste Tour der Saison.
Das letzte Aufeinandertreffen der beiden Mannschaften bei einer Tour fand in der Saison 1936/37 in Australien statt.

## Stadien
Die folgenden Stadien wurden für die Tour als Austragungsort vorgesehen.
| Stadion                     | Stadt      | Kapazität | Spiele  |
| --------------------------- | ---------- | --------- | ------- |
| Headingley Stadium          | Leeds      | 17.000    | 4. Test |
| The Oval                    | London     | 23.500    | 5. Test |
| Lord’s Cricket Ground       | London     | 30.000    | 2. Test |
| Old Trafford Cricket Ground | Manchester | 19.000    | 3. Test |
| Trent Bridge                | Nottingham | 15.350    | 1. Test |

## Kaderlisten
Die Mannschaften benannten die folgenden Kader.
| Test | Test |
| England | Australien |
| --- | --- |
| - Les Ames - Charlie Barnett - Bill Bowes - Denis Compton - John Edrich - Ken Farnes - Wally Hammond - Joe Hardstaff - Richard Hutton - Maurice Leyland - Eddie Paynter - John Price - Reg Sinfield - Hedley Verity - Arthur Wellard - Barry Wood - Doug Wright | - Jack Badcock - Sid Barnes - Ben Barnett - Donald Bradman - Bill Brown - Arthur Chipperfield - Jack Fingleton - Chuck Fleetwood-Smith - Lindsay Hassett - Stan McCabe - Ernie McCormick - Bill O’Reilly - Mervyn Waite - Frank Ward |

## Tour Matches
Australien bestritt auf der Tour 27 Tour Matches.

## Tests

### Erster Test in Nottingham
| 10. – 14. Juni Scorecard | Nottingham | England 658-8d (188) | – | Australien 411 (130.3) & 427-6 (184) (f/o) |
|                          |            | Remis                |   |                                            |

### Zweiter Test in London
| 24. – 28. Juni Scorecard | London (Lord’s) | England 494 (137.3) & 242-8d (72) | – | Australien 422 (121.4) & 204-6 (48.2) |
|                          |                 | Remis                             |   |                                       |

### Dritter Test in Manchester
| 8. – 12. Juli Scorecard | Manchester | England  | – | Australien |
|                         |            | Abgesagt |   |            |

Test auf Grund von Regenfällen abgesagt.

### Vierter Test in Leeds
| 22. – 25. Juli Scorecard | Leeds | England 223 (98.1) & 123 (50.5)  | – | Australien 242 (98.4) & 107-5 (32.3) |
|                          |       | Australien gewinnt mit 5 Wickets |   |                                      |

### Fünfter Test in London
| 20. – 24. August Scorecard | London (Oval) | England 903-7d (335.2)                         | – | Australien 201 (52.1) & 123 (34.1) (f/o) |
|                            |               | England gewinnt mit einem Innings und 579 Runs |   |                                          |